# Endurance (jeu vidéo)
Pour les articles homonymes, voir Endurance (homonymie).
Endurance (ou TT Racing Simulator) est un jeu de course de moto édité par CRL Group sur Amstrad CPC et ZX Spectrum, puis est réédité en 1988 sur CPC sous le titre TT Racing Simulator,.

## Accueil
- Tilt : 2/5 (Amstrad CPC)
- Your Sinclair : 8/10 (ZX Spectrum)[1]